# John Crammond
John Gordon Crammond (* 5. Juli 1906 in Egremont, Wallasey; † 18. September 1978 in Sevenoaks) war ein britischer Skeletonsportler und Segler.

## Werdegang
John Crammond arbeitete als Börsenmakler in London. Des Weiteren verfügte er über eine Ausbildung zum Piloten und war Amateur-Segler. Er nahm zum ersten Mal in den späten 1920er Jahren am Cresta-Rennen in St. Moritz teil. Während den 1930er Jahren segelte er regelmäßig bei verschiedenen Regatten mit. 1938 konnte er die Grand National Regatta gewinnen.
Während des Zweiten Weltkriegs diente Crammond der Royal Air Force als Pilot. Nach Kriegsende nahm er an den Olympischen Winterspielen 1948 im Skeleton teil, zur Hälfte des Rennens lag er in Führung, rutschte jedoch in den letzten drei Läufen zwei Plätze zurück und gewann somit die Bronzemedaille. Bis 1952 trat er bei Cresta-Rennen an, danach ging er in den Ruhestand und segelte die nächsten 25 Jahre mit seiner Yacht durch das Mittelmeer. Crammond arbeitete des Weiteren als Journalist für The Observer und berichtete über den Wintersport.